# Calolabus cupreus
Calolabus cupreus es una especie de coleóptero de la familia Attelabidae.

## Distribución geográfica
Habita en Japón.